# ويليام روث
ويليام روث (بالإنجليزية: William V. Roth)‏ هو محامي وسياسي أمريكي، ولد في 22 يوليو 1921 في الولايات المتحدة، وتوفي في 13 ديسمبر 2003 في نفس البلد. حزبياً، نشط في الحزب الجمهوري.

## مناصب
- في انتخابات مجلس الشيوخ في الولايات المتحدة 1988 [الإنجليزية]‏، انتخب عضو مجلس الشيوخ الأمريكي عن دائرة Delaware ‏ وقد انضم خلال فترته النيابية [الإنجليزية]‏ (3 يناير 1991 – 3 يناير 1993)  للكتلة البرلمانية الحزب الجمهوري.
- في انتخابات مجلس الشيوخ في الولايات المتحدة 1988 [الإنجليزية]‏، انتخب عضو مجلس الشيوخ الأمريكي عن دائرة Delaware ‏ وقد انضم خلال فترته النيابية [الإنجليزية]‏ (3 يناير 1993 – 3 يناير 1995)  للكتلة البرلمانية الحزب الجمهوري.
- في انتخابات مجلس الشيوخ في الولايات المتحدة 1994 [الإنجليزية]‏، انتخب عضو مجلس الشيوخ الأمريكي عن دائرة Delaware ‏ وقد انضم خلال فترته النيابية [الإنجليزية]‏ (4 يناير 1995 – 3 يناير 1997)  للكتلة البرلمانية الحزب الجمهوري.
- في انتخابات مجلس الشيوخ في الولايات المتحدة 1994 [الإنجليزية]‏، انتخب عضو مجلس الشيوخ الأمريكي عن دائرة Delaware ‏ وقد انضم خلال فترته النيابية [الإنجليزية]‏ (3 يناير 1997 – 3 يناير 1999)  للكتلة البرلمانية الحزب الجمهوري.
- في انتخابات مجلس الشيوخ في الولايات المتحدة 1994 [الإنجليزية]‏، انتخب عضو مجلس الشيوخ الأمريكي عن دائرة Delaware ‏ وقد انضم خلال فترته النيابية (3 يناير 1999 – 3 يناير 2001)  للكتلة البرلمانية الحزب الجمهوري.
- انتخب عضو مجلس النواب الأمريكي (1967 – 1970).
- انتخب عضو مجلس الشيوخ الأمريكي (1971 – 3 يناير 2001).